# Zephyrin Bouity
Zephyrin Bouity (11. prosinca 1999.) je rukometaš iz Demokratske Republike Kongo. Nastupa za francuski klub Massy Essonne Handball i rukometnu reprezentaciju Demokratske Republike Kongo.
Natjecao se na Svjetskom prvenstvu u Egiptu 2021., gdje je reprezentacija DR Konga završila na 28. mjestu.